# Platyrhacus retentus
Platyrhacus retentus är en mångfotingart som beskrevs av Chamberlin 1941. Platyrhacus retentus ingår i släktet Platyrhacus och familjen Platyrhacidae. Inga underarter finns listade i Catalogue of Life.